# Měna

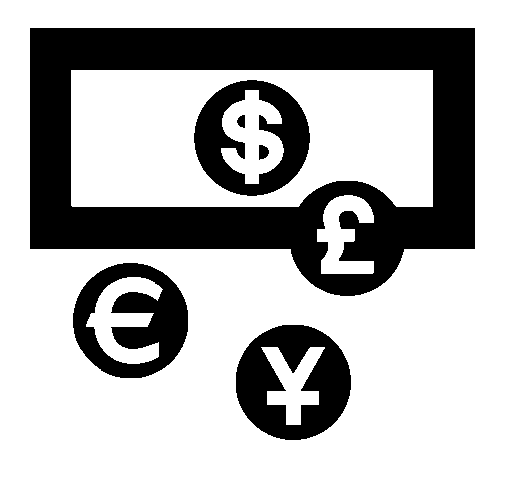
Užívané symboly několika měn

Pojem měna odkazuje na peníze, platidlo, prostředek směny - v jakékoliv formě (bankovky, mince, bitcoiny apod.). Měna je tedy vše, co určuje hodnotu statků či služeb. Jedná se o všechny peníze v oběhu, tedy nejen o hotovost, kterou máme u sebe.
Každá měna má svůj název, nominální strukturu, jasná pravidla vydávání, je chráněna právy před zneužitím, právy je též ošetřeno jejich používání a nabytí peněz. Měna se dělí na konvertibilní a nekonvertibilní.
Měnu lze také rozdělit do dvou systémů: komoditní a fiatové peníze. U komoditních peněz jsou to vládní nebo bankovní kovové rezervy, u fiatových je to ekonomika jako celek.
- Komoditní peníze – všeobecně žádané zboží, které mohlo platit jako univerzální prostředek směny, například zlato, dobytek; v historii se komoditní měna používala jako dnešní peníze.
- Fiatové peníze – peníze s nuceným oběhem, jinak také zákonná měna (fiat měna), spadají sem všechny národní/státní měny.

Z definice musí být měna skutečně používaným platebním prostředkem i v nebankovním běžném platebním styku. Pokud tuto podmínku nesplňuje, je to pouhý denominátor, který určuje objem, velikost závazku. Tím byla například Evropská měnová jednotka. Měna také musí být hmotným prostředkem uchování peněžních hodnot. Všechna aktiva denominovaná v dané měně, tedy nejen bankovky a mince, ale i cestovní šeky, běžné účty a další, musí být při splnění zákonných podmínek navzájem převoditelná.
Jeden stát se ne vždycky rovná jedné měně. Paralelní měna se říká situaci, při které jeden stát používá více měn (např. na Haiti), nebo když nesuverénní území používá vlastní měnu (Hongkong, Macao, aj.).

## Peníze jako prostředek směny
Peníze jsou takový statek, který je v určité společnosti všeobecně přijímán jako platba za zboží, služby a jako splátka dluhu (daně). Je to tedy statek, pro který platí, že velká většina nepřímých směn v nějaké ekonomice se realizuje jeho prostřednictvím.
Peníze tedy ulehčují směnu jednoho zboží za jiné (zjednodušují a snižují transakční náklady směny) - fungují jako všeobecný prostředek směny. Také fungují jako zúčtovací jednotka a uchovatel hodnoty. Umožňují lepší porovnání cen, ohodnocení statků (na rozdíl od přímé směny statků). Peníze umožňují spolupráci ve velkých sociálních společenstvích.
Dle práva jsou peníze takovým statkem, který je definován jako zákonné platidlo. Konkrétní peněžní jednotka daného státu se nazývá měna. Měnou České republiky je Česká koruna.

## Co všechno je platidlo

### Raná měna
V Sumerských civilizacích, Mezopotámii a později i ve starověkém Egyptě byly peníze v podobě účtenek zastupující obilí uložené v sýpkách.
V této první fázi měny byly kovy používány jako symboly reprezentující hodnoty zboží. Toto zformovalo základy trhu v Plodném měsíci na více než 1500 let. Nicméně, kolaps obchodního systému na blízkém východě poukázal na chybu: v době, kdy neexistovalo místo, kde by bylo možné bezpečně ukládat hodnotu, by hodnota oběhového média mohla být stejně velká, jako síly, které ji chrání. Trh mohl dosáhnout pouze tak daleko jako důvěryhodnost toho vojska. Během pozdní doby bronzové, nicméně, několik dohod zřídilo bezpečné zóny pro obchodníky okolo východního středomoří, sahající od Kréty a Mykén k severozápadu Elamu a Bahrajnu na jihovýchodě. Není známo, co bylo užíváno jako měna pro tyto výměny, ale domníváme se, že tak mohly sloužit měděné ingoty, vyráběné na Kypru.
Domníváme se, že nárůst pirátství a nájezdů spojených s kolapsem doby bronzové, které byly nejspíše spáchány námořními národy, obchodní systém měděných ingot ukončil. Jediné možné způsoby, jak navrátit prosperitu, byly zotavení Fénického obchodu v desátém a devátém století před naším letopočtem a vznik skutečné ražby (jako první nejspíše v Anatolii a současně v Řecku a Persii). V Africe měla hodnota hned několik podob (korálky, ingoty, slonovina, různé formy zbraní, hospodářská zvířata, manilská měna a okrová a další oxidy kovů). Manilské kroužky západní Afriky byly jednou z měn, užívaných v patnáctém století k prodeji otroků. Africká měna je stále pozoruhodná pro její rozmanitost a na mnoha místech se stále užívá různých forem směnného obchodu.

### Ražba
Tyto faktory vedly k tomu, že se sám kov začal používat k uchování hodnoty: nejprve stříbro, poté stříbro a zlato a v jednu chvíli i bronz. Dnes máme jako mince, mince z mědi a neušlechtilých kovů. Kovy byly vytěženy, zváženy a vyraženy do mincí. Tímto způsobem bylo zajištěno, že si jedinec vzal určitou váhu drahého kovu. Mince mohly být padělané, ale rovněž vytvořily novou zúčtovací jednotku, která pomohla vést k bankovnictví. Archimédův zákon poskytl další odkaz: mince mohly být snadno kontrolovány, zda váží, jak mají a pak mohla být určena hodnota mince, i když byla ošizena, znehodnocena nebo s ní bylo manipulováno jakkoliv jinak.
Většina velkých ekonomik, používajících ražbu, měla několik řad mincí, které byly mixem mědi, stříbra a zlata. Zlaté mince byly užívány pro velké obchody, placení vojsk a podložení státních aktivit; ještě častěji byly užívány jako měřítka počítání než jako fyzické mince. Stříbrné mince byly používány pro středně velké transakce a jako zúčtovací jednotka daní, dluhů a smluv, zatímco mince z mědi, stříbra nebo jiných kovových směsí, se užívaly ke každodenním transakcím. Tento systém byl používán v antické Indii od dob Mahajanapadas. Přesný poměr v hodnotě těchto tří kovů se velmi měnil v různých dobách a na různých místech; například otevření stříbrných dolů v Harzkých horách ve střední Evropě učinilo stříbro o něco méně hodnotné, stejně jako povodeň Nového světa po Španělských dobýváních. Nicméně, vzácnost zlata ho dělala stále cennějším než stříbro, ale rovněž bylo stříbro stále cennější než měď.

### Papírové peníze
V předmoderní Číně, potřeba úvěru a média výměny, které bylo méně fyzicky těžkopádné než vysoký počet měděných mincí, vedly ke vzniku bankovek. Jejich představení bylo postupným procesem, který trval od pozdní dynastie Tang (618-907) až po dynastii Sang (960-1279). Začalo to jako zjednodušení pro obchodníky, aby vyměnili těžké mince za účtenky depozitu, vydaného jako směnky obchodními domy velkoobchodníků. Tyto bankovky byly validní pro dočasné použití v malém teritoriu. V desátém století vláda dynastie Song začala cirkulovat tyto bankovky v rámci trhovců v jejím monopolizovaném solném průmyslu. Vláda dynastie Song zaručila několik obchodům právo vydávat bankovky a v raném dvanáctém století, vláda konečně převzala tyto obchody, aby produkovala státem vydávanou měnu. Vydané bankovky byly ale stále lokálně a dočasně platné: národně přijatou měnou se stal vládní tisk peněz až v polovině třináctého století. Již široce rozšířené metody dřevotřískového tisku a poté pohyblivý typ tisku Pi Shenga byly v jedenáctém století impulsem pro masovou výrobu papírových peněz v předmoderní Číně.
Ve zhruba stejnou dobu ve středověkém Islámském světě vznikla během sedmého až dvanáctého století energická peněžní ekonomika, na základě expandování úrovní cirkulace stabilní vysoko-hodnotné měny (dinar). Inovace představené muslimskými ekonomy, trhovci a obchodníky zahrnují ta nejdřívější použití úvěrů, šeků, úpisů, spořicích účtů, transakčních účtů, půjček, směnných kurzů, převodů kreditů a dluhů a bankovních institucí pro půjčky a depozity.
V Evropě byly v běžném základě představeny papírové peníze ve Švédsku v roce 1661 (ačkoliv Washington Irving uvádí dřívější použití, a to Španěly během dobývání Granady). Jako bylo Švédsko bohaté na měď, její nízká hodnota vyžadovala neobvykle veliké mince, často vážící až několik kilogramů.
Výhod papírové měny byl nespočet: zredukovaly potřebu transportu zlata a stříbra, což bylo riskantní; usnadnilo to půjčky zlata nebo stříbra na úrocích od té doby, co základní kovové peníze (zlaté nebo stříbrné) nikdy neopustily vlastnictví půjčovatele, dokud někdo tu směnku nevykoupil a to slevilo divizi měny v kreditem a kovovými penězi podložené formy. To umožnilo prodej akcií v akciových společnostech, a vykoupení podílů v papírové podobě.
Ale rovněž tu byly nevýhody. Poněvadž papírové peníze nemají žádnou vnitřní hodnotu, nic nezastavovalo vládu, aby tiskla více bankovek, než kolik jich mohli podložit kovovými penězi. Další nevýhodou je to, že protože to zvýšilo zásobení penězi, rovněž to zvýšilo míru inflace, což je fakt zpozorován Davidem Humem v osmnáctém století. Pak by papírové peníze vedly k inflační bublině, která mohla způsobit kolaps, kdyby lidé začali požadovat těžké peníze, což by přivedlo poptávku po papírových penzích na nulu. Tisknutí papírových peněz bylo také spojeno s válkami a financováním válek, a proto požadovali jako část udržení stabilní armádu. Kvůli těmto důvodům byla papírová měna držena v podezření a nepřátelství v Evropě a Americe. Bylo to také návykové od té doby, co byly spekulativní profity trhu a tvorba kapitálu velmi vysoké. Hlavní národy postavily dílny na tisk peněz a tvorbu kovových mincí a pobočky jejich pokladnic, aby sbíraly daně a držely zásoby zlata a stříbra.
V té době byly zlato i stříbro považovány za legální platidlo a přijaty vládou za daně. Nicméně, nestabilita poměru mezi těmito dvěma rostla v rámci chodu peněz v devatenáctém století s růstem v zásobování těchto kovů, zejména stříbra, a na trhu. Paralelní užití obou kovů se nazývá bimetalismus a pokus o vytvoření bimetalového standardu, kde oba, zlato i stříbro podložily měnu, zůstal v cirkulaci a zaměstnal snahy inflantérů. Vlády v tu chvíli mohly použít měnu jako nástroj politiky, tisknout papírovou měnu jako Spojené státy americké Greenback (americká nejdéle tisknutá měna), na zaplacení armádních expedicí. Rovněž mohli stanovit podmínky, pod jakými by vykoupili bankovky za kovové peníze, a to pomocí limitování množství koupě nebo pomocí minimalizování množství, které mohlo být vykoupeno.
V roce 1900 byla většina průmyslových národů na nějaké formě zlatého standardu s papírovou měnou a stříbrnými mincemi, které tvořily cirkulující médium. Soukromé banky a vlády po celém světě následovaly Greshamův zákon: zachovávání zlata a stříbra, které obdržely, ale vyplácení v papírových penězích. Toto se nestalo po celém světě ve stejnou dobu, ale sporadicky, hlavně v časech války nebo finanční krize, začínajících na počátku dvacátého století a postupujících do celého světa až do pozdního dvacátého století, kdy režim plovoucích fiatových měn přešel v sílu. Jednou z posledních zemí, která upustila od zlatého standardu, byly Spojené státy v roce 1971, což byla akce, známá jako Nixonův šok. Žádný stát nemá uplatnitelný měnový systém zlatého nebo stříbrného standardu.

### Éra bankovek
Bankovka je druh měny a běžně užívaný jako legální platidlo v mnoha jurisdikcích. S mincemi tvoří bankovky formu hotovosti všech peněz. Bankovky jsou většinou z papíru. V Austrálii ale vynalezla Společenská vědecká a průmyslová výzkumná organizace v osmdesátých letech dvacátého století světově první polymerovou měnu, která šla do oběhu ke dvoustému výročí národa v roce 1988 a nadále se v Austrálii používá. Momentálně používaná ve zhruba 22 zemích, polymerová měna dramaticky zlepšila životní rozpětí bankovek a zabraňuje padělání.

## Měnový kurz

### Nominální měnový kurz
Nominální měnový kurz je definován jako počet jednotek domácí měny, které mohou koupit jednotku dané cizí měny. Jedná se tedy o relativní poměr hodnoty měn dvou států. Pokles této veličiny je označován jako nominální posílení či apreciace měny. Nárůst této veličiny je označován jako nominální oslabení či depreciace měny.

### Reálný měnový kurz
Reálný měnový kurz je definován jako poměr devizového kurzu k domácí cenové hladině s použitím současného nominálního směnného kurzu.

## Měnová jednotka
Měnová jednotka je jednotka, která je užívána v peněžním systému toho daného státu. Z pohledu klasifikace se měnová jednotka rozděluje na základní měnovou jednotku (například libra; £) a na vedlejší měnovou jednotku (také zlomek základní měnové jednotky). Nejvíce rozšířenou vedlejší měnovou jednotkou je cent v rozličném množství slovních ekvivalentů. Používání základní měnové jednotky nemusí být vázáno pouze na jeden stát, ale několik zemí může používat stejnou měnovou jednotku (měnová unie), jindy může země používat měnu jiné země jako své zákonné platidlo (např. Lichtenštejnsko používá švýcarský frank, San Marino nebo Černá Hora euro). Každá měna (základní měnová jednotka) má typicky definován zlomek základní jednotky, často je to setina hlavní měny: 100 haléřů = 1 koruna, 100 centů = 1 dolar, 100 centimů = 1 frank. Také existují jednotky 1/10 nebo 1/1000, ale některé měny nemají žádné dílčí jednotky.

## Současný stav oběživa v ČR

### Ochranné prvky českých bankovek
Ochranné prvky chrání bankovky a šeky před jejich paděláním.
České bankovky jsou v současné době chráněny těmito prvky:
- Průsvitka – je dobře viditelná proti světlu, tvoří ji vždy osobnost vyobrazená na dané bankovce spolu s nominální hodnotou bankovky
- Okénkový proužek s mikrotextem - proužek z umělé metalizované hmoty zapuštěný do papíru, s opakujícím se šrafovaným negativním mikrotextem ČNB a nominální hodnotou bankovky
- Barevná vlákna – oranžová okem viditelná vlákna, po celé bankovce
- Soutisková značka – kruhová značka – dvojice písmen „ČR“ - z každé strany je viditelná polovina znaku, proti světlu je vidět celá
- Skrytý obrazec – nominální hodnota bankovky – viditelný na okraji při sklopení bankovky ve výši očí
- Proměnlivá barva – vytištěný speciální barvou, která mění na barvu podle úhlu, ve kterém se na znak díváme
- Iridiscentní pruh – lesklý pruh na pravé lícní straně bankovky
- Mikrotext – na lícní straně vpravo od portrétu

Česká národní banka a Státní tiskárna cenin ale z bezpečnostních důvodů nezveřejňují všechny používané ochranné prvky.
Každá bankovka má jiné ochranné prvky – čím vyšší hodnota bankovky, tím více ochranných prvků.
Česká pětitisícikoruna, dvoutisícikoruna a tisícikoruna jsou chráněny všemi výše uvedenými znaky. Ale na bankovce stokoruny a dvoustovky už nenajdete proměnlivou barvu a iridiscentní pruh. Pětistovka postrádá pouze iridiscentní pruh.

### Mince a bankovky v ČR
Peněžní hotovost dělíme na mince a bankovky. V České republice jsou v současné době v oběhu mince nominálních hodnot 1, 2, 5, 10, 20, 50 a bankovky nominálních hodnot 100, 200, 500, 1000, 2000, 5000.
Usiluje se o co nejefektivnější vydávání oběživa – z toho důvodu dochází k nahrazování bankovek mincemi (například nahrazení papírové padesátikoruny v ČR 2011 roku) nebo i ukončení ražby (ukončení ražby haléřů v ČR roku 2003 resp. 2008). Mince vydrží desítky let, zatímco bankovky se snadno opotřebují.

### Výměna poškozených peněz
Většinou lze poškozené bankovky a mince vyměnit, aniž byste přišli o jejich nominální hodnotu. U závažně poškozených bankovek a mincí (ohořelé, roztrhlé, obarvené bankovky či necelé a zdeformované mince) je posudek a rozhodnutí o poskytnutí náhrady na České národní bance. Pokud je poškození méně závažné, můžete žádat náhradu v plné nominální hodnotě na pobočkách obchodních bank.

## Národní měna
Národní měna, národní forma peněz, je charakterizována tím, že je na určitém ohraničeném území výlučným zákonným platidlem s nuceným oběhem a je zpravidla definována v právním řádu státu, na jehož území platí.
Každý stát má v rámci své státní suverenity i takzvanou měnovou suverenitu, tedy právo určit si vlastní měnu. Nemůže to však učinit libovolně, je vázán pravidly mezinárodního měnového systému, pokud na ně přistoupil v příslušné smlouvě.
Výhradní právo vydávat hotové peníze určité národní měny stát obvykle svěřuje ústřední emisní instituci, centrální bance, která navíc hraje roli při určování měnové politiky státu. Bezhotovostní peníze vydávají úvěrovou emisí komerční banky.
V České republice je podle § 13 zákona o České národní bance zákonným platidlem koruna česká (Kč).

### Česká národní banka
Česká národní banka (ČNB) je centrální bankou a finančním dohledem v České republice se sídlem v Praze a je součástí Evropského systému centrálních bank. V jejím čele stojí guvernér. V souladu se svým hlavním cílem stanoví ČNB měnovou politiku, vydává bankovky a mince a řídí oběh české koruny, platební systém a vyrovnání mezi bankami. Dále vykonává dohled nad bankovním sektorem, kapitálovým trhem, pojišťovnictvím, penzijními fondy, družstevními záložnami, institucemi elektronických peněz a devizou.

## Mezinárodní měnové spolupráce
Pro zjednodušení mezinárodního obchodu a pro praktické účely (cestování a pobyty v zahraničí) vytvořilo mnoho zemí mezi sebou pakty o měnové spolupráci, kde členské státy používají jednotnou měnu.
Příkladem mezinárodní měnové spolupráce je CFA frank používaný bývalými francouzskými koloniemi v Africe nebo Východokaribský dolar používaný šesti nezávislými státy a dvěma britskými zámořskými teritorii ve východním Karibiku.
Zjednodušení mezinárodní měnové spolupráce si klade za cíl i Mezinárodní měnový fond (International Monetary Fund = IMF), který byl založen v roce 1944 a jeho členy je dnes 189 států. Dále si klade za cíl například růst mezinárodního obchodu, devizovou stabilitu a minimalizovat nerovnováhy v mezinárodních platebních bilancích členských států.

### Eurozóna
České republiky se nejblíže dotýká mezinárodní měnová spolupráce v rámci Evropské unie a používání eura jako jednotné měny členských států.
Ne všechny členské státy Evropské unie však přijaly euro jako oficiální platidlo. Euro od jeho zavedení v roce 1999 přijalo 19 z 28 členských států a staly se tak součástí eurozóny. Přijetí eura je podmíněno splněním maastrichtských kritérií.
Nicméně existuje několik států, které používají euro, aniž by byly členy Evropské unie. A to buď jednostranně bez dohody s EU (Černá Hora) nebo na základě paktu (Monako).
Měnovou politiku eurozóny řídí Evropská centrální banka, která má sídlo ve Frankfurtu nad Mohanem. S Evropskou centrální bankou ale spolupracují všechny země Evropské unie v rámci Evropské měnové unie. Samotnou výrobu a uvedení eurobankovek a mincí do oběhu provádějí jednotlivé národní centrální banky.

## Historie a vývoj měny jako předmětu obchodu
Už od pradávna lidé měli potřebu získávat věci, jež si nevyrobili sami, od jiných. Avšak nic není zadarmo, proto již velmi brzy (už v pozdním pravěku) vzniká směnný obchod. Suroviny byly směňovány za jiné. Například kožešiny za jídlo, opracované pazourky, dokonce i oheň bylo možné vyměnit. Šlo tedy o výměnu zboží za zboží. Tomuto jevu se říká barterový obchod. Nebyl zde určen všeobecný směnný prostředek, zde ještě o měně mluvit nemůžeme, ale dá se říct, že směnný obchod položil její základy. Navíc o barterovém obchodu můžeme mluvit stále, je to relativně aktuální prvek ekonomiky.
Časem se vytříbily „cennější“ druhy zboží, jako právě například kožešiny, maso (krávy, koně, velbloudi,..), ještě později pak drahé kovy. Hodnota ostatního zboží byla vyčíslena v počtu či váze těchto prostředků. Cena sekery byla kupříkladu jedna kančí kožešina (smyšlený příklad). Vznikaly tedy všeobecné ekvivalenty, určující hodnotu zboží. Můžeme zde mluvit již o komoditních penězích, první měně. V některých oblastech byly například používány mušle jako platidlo. To dalo základ vzniku peněz, jak je známe dnes. V tomto raném období však komodity měly problém často především v tom, že bylo těžké je dělit (půlka krávy je zbytečná, když je nepoužitelná pro mléko/plození telat). Občas také neměly dlouhou trvanlivost, což se ukázalo být také problémem.
Kovové peníze, mince, podobné těm jako známe dnes, začaly vznikat zhruba v 6. až 7. století př. n. l. (první platba váženým zlatem je však zaregistrována již v Mezopotámii 3000 let př. n. l., mince až 600 př. n. l. v Lýdii). První kov, hodnocený jako vhodný pro výrobu peněz, bylo samozřejmě zlato. Později pak i jiné drahé kovy jako stříbro nebo měděné slitiny. Kovy byly totiž nejen hezké, ale daly se z nich vyrábět i šperky, byly použitelné pro vícero věcí, ale především jejich jednodušší dělitelnost a velikost usnadňovaly jakýkoliv obchod. Jde však stále o zboží (peníze vždy byly a jsou pouze speciální formou zboží).
Ze začátku byly kovy jen váženy, později byly raženy mince (stále dle váhy). Jejich váha odpovídala určité hodnotě. Když byly oražené znakem panovníka, bylo tak potvrzeno, že splňují rozměry, jaké mají mít a jsou ryzé, tudíž nejsou šizené. K šizení peněz však i přesto docházelo, váha mince byla doplněna jinou slitinou nebo byly mince nepatrně velikostně odlišné. Postupem času ale (i legálně) poměr drahého kovu k ostatním klesal, mince již nebyly zlaté, již se hodnota neposuzovala tím, kolik zlata obsahovala. Časem se však ukázalo, že úbytek drahého kovu není problémem, právě naopak. Peníze měly přisouzenou hodnotu i tak a lidé se odpoutali od placení drahými kovy, jako dnes, kdy mince používáme běžně. Vedlo to však k mnohem většímu znehodnocování peněz a především ke kriminalitě (falšování apod.)
Tato skutečnost (také tlak obchodu a jeho požadavků) dovedla společnost k vynálezu prvních bankovek. V sedmnáctém století našeho letopočtu začínají být tisknuty papírové peníze (v Číně již od devátého století). Hodnota vytištěná na bankovce pak jejímu vlastníkovi zaručuje, že onen papírek má takovou hodnotu v drahém kovu (mincích), jaká je zde uvedena. Byly tedy „kryté zlatem“ - v případě, že by o to vlastník měl zájem, musela banka vyplatit hodnotu peněz ve zlatě. To se nazývá zlatý standard. Manipulace s penězi se stala mnohem jednodušší. Vývojem tohoto typu peněz bylo také znesnadněno jejich padělání (viz Ochranné prvky v tomto článku).
V průběhu času se v závislosti na ekonomice státu peníze znehodnocovaly nebo jim naopak na hodnotě bylo přidáno (mluvíme o hodnotě ve zlatě). V případě výrazného kolísání ekonomiky je třeba zmínit pojmy inflace a deflace. V ekonomice jsou oba tyto jevy běžné v mírné podobě (spíše inflace). Můžeme rozlišit tři druhy inflace – mírná, pádivá a hyperinflace. Mírná inflace je běžná.
- Inflace = růst cen a oslabení reálné hodnoty měny
- Deflace = zvýšení hodnoty peněz a pokles cen

### Vývoj měny v Českých zemích
První kovové mince, o kterých je na našem území zmínka, jsou keltské statéry. Bylo možné je dělit na třetiny, osminy a čtyřiadvacetiny. Zaznamenány byly zejména na území dnešní Moravy.
Další, již známější mincí je stříbrný denár. Začaly se v českých zemích objevovat zhruba po zániku Velkomoravské říše. Jedná se o stříbrné mince, které nechal poprvé razit Boleslav I. v roce 970. Daly se rozdělit na deset asů. Po mincovní reformě Břetislava I. začala ryzost kovů a velikost denárů klesat, docházelo k šizení mincí.
Denáry po mincovní reformě Václava II. byly nahrazeny pražským grošem. Ty  vydržely zhruba 300 let.
Během Marie Terezie se tu také objevovaly brakteáty, později i floreny, parvi, flůtky, významnější byly také říšské zlaté, dukáty, tolary, krejcary, grešle a tucty dalších druhů mincí. Ty, které si ještě mnozí pamatují jsou haléře (desetníky, dvacetníky). Dnes používáme koruny (hodnoty od jedné do padesáti) a bankovky (dříve i dvacet a padesát korun, dnes od sta do pěti tisíc).
Podstatný vývoj měny je třeba zmínit po světových válkách, kdy bylo v Československu a následně pak i v České republice vykonáno mnoho měnových reforem. Uvedu zde několik důležitých pilířů vzniku a osamostatnění české měny.
Po první světové válce, kdy se Československo osamostatňovalo, panovala na území Rakouska-Uherska vysoká inflace, především z důvodu financování válečných prostředků. Změnu k lepšímu měla přinést měnová reforma Aloisa Rašína. Měla tři fáze: Vytvoření samostatně čs. měny, provádění deflační politiky a stabilizace měny, zavedení již zmíněného zlatého standardu (zlaté měny). Situace se lepšila sice pomalu, ale tvrdá měnová politika inflaci zvládla snížit. Deflační politika se sice nezdála být tou nejlepší, ale později se ukázalo, že přispěla ke stabilizaci a zlepšení státní ekonomiky. Po smrti Rašína jej nahradil Karel Engliš, v jehož období síla koruny stále stoupala a stala se spolehlivou a dobře směnitelnou měnou.
Už během začátku okupace německými vojsky se však inflace vrátila a znovu krutě udeřila. Koruna byla určena desetinou říšské marky. Už v roce 1939 byl ukončen tisk vlastních československých bankovek a byl nahrazen protektorátní měnou.
Po válce panoval v měnách zmatek, na území českých zemí se dalo platit hned několika druhy měn. Bylo nutné měnu sjednotit, proto tak bylo učiněno dekrety prezidenta republiky v říjnu 1945, byla obnovena samostatná československá měna. Byla stanovena československá koruna.
Další měnová reforma byla uskutečněna na začátku června 1953. Měna byla nahrazena v rámci komunistického režimu měnou vytištěnou v Sovětském svazu. Měla snížit negativní dopad hospodářské politiky, ale neblaze ovlivnila situaci všech vrstev obyvatel. Mnoho z nich přišlo o obrovské úspory, jejich platy se snížily, jejich úschovy ztratily cenu. Na základě nepokojů, způsobených špatnou finanční situací, bylo uskutečněno několik stávek, které ale povětšinou nedopadly dobře, jak to za komunistického režimu bývalo.
V roce 1993, kdy vznikly dva samostatné státy, byly některé bankovky okolkovány a v průběhu času všechny nahrazeny za ryze české koruny (mince i bankovky).

## Významné měny

### Dolar
Dolar nebo také dollar (označovaný znakem $) je jméno pro oficiální měnu v mnoha státech světa, provinciích a dalších regionech. Americký dolar je nejpoužívanější světovou měnou.
Dle etymologie vznikl název této měny z historického německého jména českých stříbrných mincí - tolarů (raženy v Jáchymově letech 1520–1528). Těmto mincím se v němčině říká joachimsthaler, zkráceně thaler nebo taler. S tímto zkráceným názvem přešel název do mnoha jazyků (maďarština, polština, švédština, italština, nizozemština, angličtina).

### Euro
Euro (€) je měna eurozóny a po americkém dolaru (USD) druhý nejdůležitější reprezentant ve světovém měnovém systému. Je oficiální měnou 19 z 28 členských států Evropské unie a v 6 dalších nečlenských. Jedno euro tvoří 100 centů.  Měnová politika eurozóny je prováděna Evropskou centrální bankou ve Frankfurtu nad Mohanem. Vstupem do Evropské unie se také Česko zavázalo přijmout jednotnou evropskou měnu po splnění maastrichtských kritérií.
Název euro byl oficiálně přijat dne 16. prosince 1995 v Madridu. Euro bylo zavedeno na světových finančních trzích jako účetní měna dne 1. ledna 1999, nahrazující bývalou evropskou měnovou jednotku v poměru 1: 1 (1,1743 USD). Fyzické euromince a bankovky byly uvedeny do oběhu dne 1. ledna 2002.

### Bitcoin
Bitcoin (₿) je forma elektronické měny (kryptoměna). Jedná se o decentralizovanou digitální měnu bez centrální banky nebo správce. Může být odeslán od uživatele k uživateli přes peer-to-peer síť, bez nutnosti zprostředkovatelů.
Transakce jsou ověřovány síťovými uzly prostřednictvím kryptografie a ve formě bloků zaznamenávány do veřejné distribuované knihy nazvané blockchain.
Bitcoin byl vynalezen neznámou osobou nebo skupinou lidí pod jménem Satoši Nakamoto a v roce 2009 byl vydán jako open source software. Bitcoiny jsou tvořeny jako odměna za proces zvaný těžba, odměna se v čase postupně snižuje a poslední bitcoin bude vytěžen kolem roku 2140. Poté bude odměnou těžařů pouze poplatek z transakcí uživatelů. Celkový počet bitcoinů je omezen na 21 milionů. Mohou být vyměňovány za jiné měny, produkty a služby. Výzkum, který vypracovala univerzita v Cambridge, odhaduje, že v roce 2017 bylo 2,9 až 5,8 milionu uživatelů kryptografické peněženky, z nichž většina používala bitcoin.[zdroj?]
Bitcoin je kritizován[kým?] kvůli jeho údajnému používání jako měny při nelegálních transakcích, dále pro vysokou spotřebu elektrické energie při jeho těžbě, a kvůli značnému kolísání jeho ceny. Příznivci Bitcoinu[kdo?] namítají, že nejrozšířenější měnou při nelegálních transakcích je americký dolar, většina elektrické energie užitá při těžbě pochází z obnovitelných zdrojů a kolísání ceny v poslední době kopíruje akciové trhy a Bitcoin se chová jako technologická akcie.[zdroj?]
Bitcoin je také používán jako investice.
Dalšími významnými měnami jsou například japonský jen (¥) a britská libra (£).

## Konvertibilita měny
Konvertibilita měny určuje schopnost individua, firmy nebo vlády konvertovat místní měnu do jiné měny nebo naopak, s nebo bez centrální banky nebo vládní intervence. Měny jsou rozděleny na:

### Plně konvertibilní
Když neexistují žádná omezení či limitace na množství měny, které může být prodáno na mezinárodní obchod, a když vláda uměle nevnucuje fixační hodnotu nebo minimální hodnotu měny na mezinárodním trhu. Americký dolar je příkladem plně konvertibilní měny a kvůli tomu jsou americké dolary jednou z hlavních měn, směňovaných na zahraničním směnném obchodu.

### Částečně konvertibilní
Centrální banky kontrolují mezinárodní investování, plující do a ze země, zatímco většina „domácích“ transakcí je zvládána bez nějakých speciálních požadavků. Existují specifická pravidla mezinárodního investování a speciální povolení je často požadováno, aby bylo možné konvertovat měnu do nějaké jiné. Indické rupie a Renminbi jsou příklady částečně konvertibilní měny.

### Nekonvertibilní
Ani účast v mezinárodním FOREX obchodu, ani povolení konverze těchto měn individui nebo společnostmi. Jako výsledek, tyto měny jsou známy jako blokované měny, například severokorejský won a kubánské peso.